# برنامه هویت فدرال

نشان کلمه رسمی کانادا

امضای دولت کانادا

برنامه هویت فدرال (به انگلیسی: Federal Identity Program) برنامه‌ای از سوی دولت کانادا برای فراهم‌آوردن هویت سازمانی یکپارچه برای آن است. این برنامه تصویری متحد از دولت کانادا و فعالیت‌های آن فراهم می‌آورد. این برنامه شامل طراحی لوگو، گرافیک و… یکپارچه برای دولت کانادا و همچنین اطمینان از دوزبانه بودن آن است. این برنامه توسط خزانه‌داری کانادا مدیریت می‌شود و هر لوگو و علامت و نشان دولتی باید به تأیید آن برسد.
ریشه هویت فدرال به سال ۱۹۲۱ بازمی‌گردد که جرج پنجم رنگ‌های قرمز و سفید را رنگ رسمی کانادا کرد. در سال ۱۹۶۵ الیزابت دوم، پرچم کانادا را تأیید کرد و بدین ترتیب برگ درخت افرا به نشان ملی کانادا تبدیل شد. پس از رسمیت یافتن پرچم، هویت فدرال در کانادا با جدیت دنبال شد. در نهایت در سال ۱۹۷۰ برنامه هویت فدرال رسمیت یافت تا به استانداردسازی نشان‌ها و هویت ملی کانادا بپردازد.